# 弗拉基米爾·馬什科夫

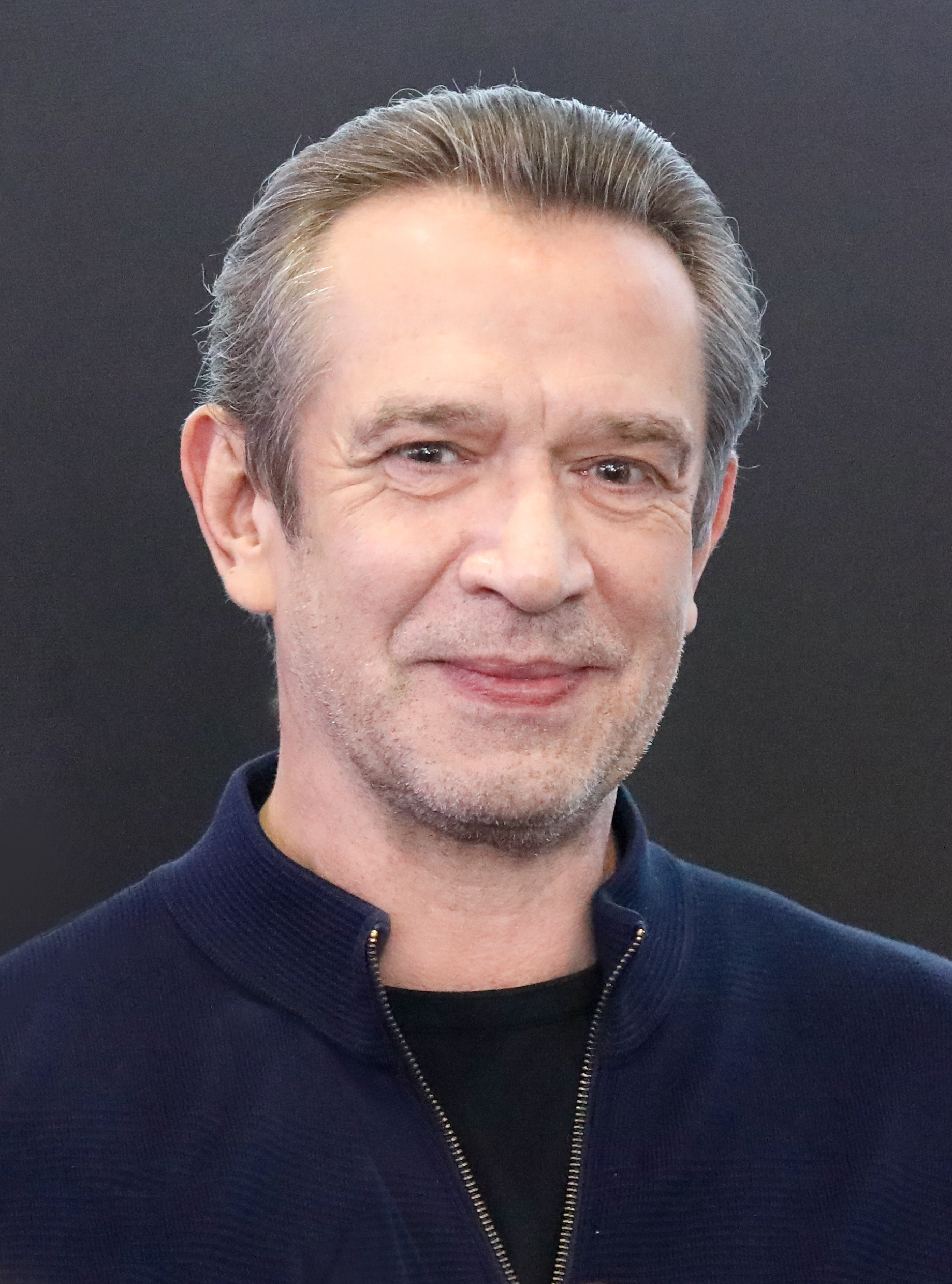
弗拉基米爾·馬什科夫

弗拉基米尔·利沃维奇·马什科夫（俄語：Владимир Львович Машков；1963年11月27日—）是俄罗斯演员和劇場導演。2001年的电影衝出封鎖線和2011年的电影不可能的任務：鬼影行動中有角色就是由弗拉基米爾·馬什科夫扮演的。 
弗拉基米爾·馬什科夫是弗拉基米尔·普京的支持者，在俄乌战争期间也同樣支持俄罗斯。 